# Elias Wettercrona
Elias Wettercrona, tidigare Wettring, född 18 juli 1716 i Glemminge församling, Kristianstads län, död 30 september 1781 i Hammenhögs församling, Kristianstads län, var en svensk häradshövding.

## Biografi
Elias Wettercrona föddes 1716 på Glemminge prästgård i Glemminge socken. Han var son till kyrkoherden Enok Wettring i Glemminge församling och Margareta Barfoth. Wettercrona blev 1734 student vid Lunds universitet och 1740 auskultant i Göta hovrätt. Han blev 1743 auditör vid artilleriregementet i Malmö och 22 juni 1761 sekreterare i Göta hovrätt. Wettercrona blev 21 oktober 1761 assessor i Göta hovrätt och 22 april 1762 hovrättsråd. Han blev 29 juni 1762 häradshövding i Ingelstads, Herrestads, Järrestads och Ljunits häraders domsaga. Wettercrona adlades 18 januari 1769 till Wettercrona och introducerades 1776 i Sveriges Riddarhus som nummer 2060. Han avled 1781 på häradshövdingebostället Hammenhög i Hammenhögs socken. Han arbetade som häradshövding och avled 1736.

### Egendom
Wettercrona ägde Smedstorp i Smedstorps socken.

### Familj
Wettercrona gifte sig 27 september 1744 på Smedstorp med Johanna Maria Haumbler (1712–1775), dotter till assessorn Johan Haumbler och Sara Hedvig Stubbe. Johanna Maria Haumbler var änka efter häradshövdingen Georg Monthan. Wettercrona och Haumbler fick tillsammans barnen häradshövdingen Enok Georg Wettercrona (1746–1811) i Ingelstads, Herrestads, Järrestads och Ljunits häraders domsaga och Margareta Sofia Wettercrona (1746–1787) som var gift med överstelöjtnanten Fredrik Adam von Schantz.